# Buckner (Arkansas)
Buckner – miasto w Stanach Zjednoczonych, w stanie Arkansas, w hrabstwie Lafayette.